# 新郑市
新郑市是中国河南省郑州市下辖的一个县级市。新郑位于位于河南省中部、郑州南部，为河南省18个改革开放发展特别试点县（市）之一， 1994年5月16日撤“新郑县”建市。全市总面积873平方公里，市区面积15平方公里，全市常住总人口146.54万人。市政府驻新华路街道人民路西段186號。
新郑为中国较具实力的县市之一，其经济总量位居河南省各县（市）的第四位，综合竞争力2010年列全国县域经济百强县（市）的第六十四位，2016年居第58位，2014至2016年连续3年位居河南县（市）经济第一位。2020年，新郑市全年完成地区生产总值748.6亿元，增长4.6％。若包括境内属郑州航空港经济综合实验区代管的部分，生产总值则为1335.57亿元，人均生产总值93,230元。

## 行政区划
新郑市下辖3个街道办事处、9个镇、1个乡：
新建路街道、新华路街道、新烟街道、新村镇、辛店镇、观音寺镇、梨河镇、和庄镇、薛店镇、孟庄镇、郭店镇、龙湖镇、城关乡、八千乡、龙王乡和具茨山国家级森林公园管理委员会。

## 人口民族
根據第七次人口普查數據，截至2020年11月1日零時，新鄭常住人口為1172237人    。

## 历史沿革
新郑是“华夏民族之根”，早在8000年前的裴李岗文化时期，先民们已在此定居。5000年前，新郑为有熊国，中华人文始祖轩辕黄帝就诞生、建都于此。辖区内有商代郍方。
“新郑”之名源于周代诸侯国郑国东迁之事，郑国在西周时原封于今陕西地区，西周末年郑国迁往河南，故将新都城命名为“新郑”。春秋战国时期，郑国、韩国先后在此建都达539年之久，因此现新郑城区又称“郑韩故城”。秦统一六国后，设新郑、苑陵二县，属颍川郡。汉朝时属河南郡。西晋设荥阳郡，新郑入苑陵县。南北朝时期，东魏设广武郡，苑陵县属之。隋复新郑，后废苑陵，并入新郑县，仍属荥阳郡。唐分新郑、清池二县，后清池县复归新郑。五代十国后设新郑县。1994年5月，经中华人民共和国国务院批准，撤新郑县设新郑市，为郑州市下辖的县级市。

## 自然地理

### 地貌
新郑市处于豫西山地向豫东平原的过渡地带。地势西高东低，中部高，南北低。地貌类型有山地、丘陵、岗地和平原等。山地和丘陵集中分布在西南部和西部，系嵩山山脉的东部边缘，主要由陉山、具茨山、泰山、梅山、山包嶂山等山地丘陵组成。其中，除具茨山主峰风后顶海拔793米，相对高度540米，属于低山类型外，其他各山山顶海拔均在400米以下，相对高度不到200米，属于丘陵类型。岗地主要分布在山丘外围和中部地带，系早期山前洪积倾斜平原，经后期流水切割作用形成岗丘状地貌形态，大部分为新生代第四纪黄土覆盖，局部地区水土流失严重。平原多集中于京广铁路以东的黄河古阶地上，其中包括八千乡、龙王乡的大部分地区及和庄镇、薛店镇、孟庄镇的部分地区。京广铁路以西的双洎河、黄水河（古溱水）和潩水河两岸有带状冲积平原，面积很小。

### 河流
新郑市地处淮河流域。境内河流分别属于颍河和贾鲁河水系。属颍河水系的主要河流有潩水河、双洎河、黄水河（古溱水）、梅河、暖泉河和莲河。潩水河发源于新郑市辛店镇的具茨山主峰风后岭白龙潭，流经观音寺镇入长葛市境。境内河段约24公里，流域面积102平方公里。双洎河清朝以前称洧水，发源于登封市阳城山，流经新密市境，在新郑境内河段35.5公里，流域面积239平方公里，为新郑境内最大河流。黄水河本名溱水，黄水之名也是至清代启用，为境内第二大河流，发源于新郑西北泰山，全长29.4公里，流域面积110平方公里。梅河，发源于薛店镇岳庄西北，全长26.5公里，流域面积106平方公里。属贾鲁河系的河流有十七里河、十八里河和潮河等，皆季节河。

### 气候
新郑市处于华北平原、豫西山地向豫东平原过渡地带，属暖温带大陆性季风气候，气温适中，四季分明。公历3月至5月为春季，天气温暖，多东北、西北风，雨水偏少；6月至8月为夏季，天气炎热，多东南风，雨水偏多，降水量占全年的52%；9月至11月为秋季，天气凉爽，风向不定，雨水偏少；12月至次年2月为冬季，天气严寒，多西北、东北风，雨雪偏少。主要灾害性天气为旱、涝、风、雹等。年均气温14.2℃，年均降水量676.1mm。

## 物产及资源
新郑盛产小麦、玉米、花生、棉花、烟叶等经济作物。新郑是全国闻名的枣乡，种植面积达10万亩，年产红枣3万吨，被国家财政部确定为大枣生产基地。枣莲王、枣王酒、烟用香精等大枣系列深加工产品闻名遐尔。新郑地下资源相当丰富，蕴藏有煤、铁、铝土、耐火土、石灰石等多种矿产资源，其中煤炭储量12亿吨，目前已进入开发阶段。

## 城市设施
新郑是国家级卫生城市，水、电、路、通讯等各种配套设施齐全，建有日供水能力1万立方米水场，供水管网遍及全市。建有35千伏—220千伏变电站18座，输电线路4325公里，年供电量18亿千瓦时，生产生活用电充足。程控电话容量5万门，并开办了数字数据专线（DDN）、分组交换、电话信息、图文传真等20多种新业务。

## 文化旅游
新郑历史悠久，拥有丰富的历史文化资源，素有“露天博物馆”之称，馆藏文物居全国县级之首。1923年“新郑彝器”在此发现。轩辕故里、裴李岗文化遗址、白居易故里、欧阳修陵园、后周皇陵、始祖山文化游览区、卧佛寺塔等人文景观，都具有较高的历史研究和旅游开发价值。境内的主要景点有：
- 黄帝故里：国家4A级景区，位于新郑市区轩辕路，汉代建祠，明朝隆庆四年（1570年）修葺，于祠前建轩辕桥，清康熙五十四年（1715年），新郑县令许朝柱于祠前立“轩辕故里”碑。该景区总面积7万多平方米，突出了寻根拜祖主题，从北至南依次为拜祖区、故里祠区、广场区三大区域，为黄帝故里拜祖大典的举办地。

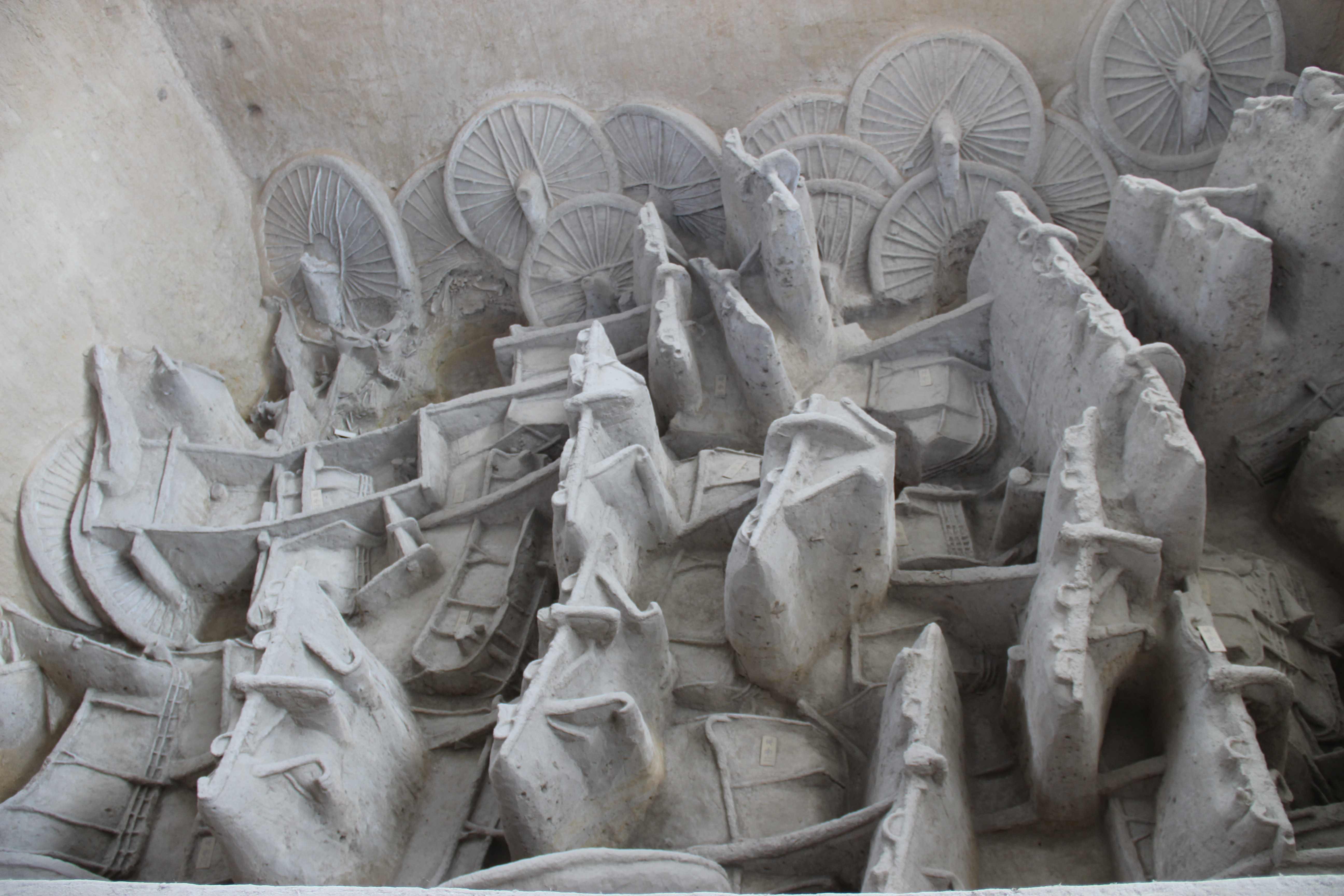
郑国车马坑（郑王陵博物馆）

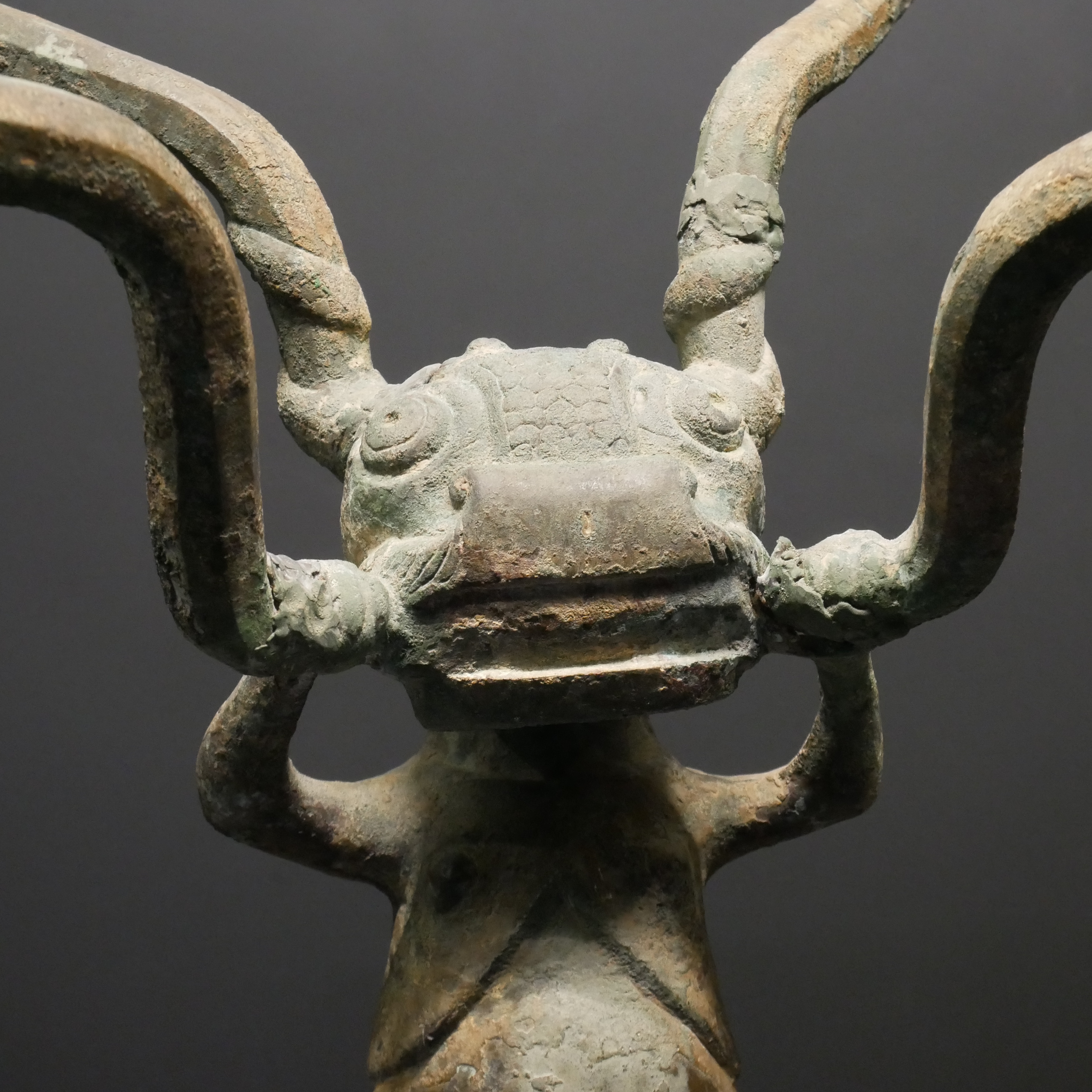
新建路街道李家樓大墓出土鄭國獸形器座

- 郑韩故城：为春秋战国时期郑韩两国的都城遗址，位于今新郑市区周围，双洎河（古洧水）与黄水河（古溱水）交汇处。平面呈不规则三角形。城垣周长20公里，城内面积16平方公里，城墙用五花土分层夯筑而成，基宽40—60米，高15—18米。北墙外侧有数处马面建筑，是全国最早的新型城墙防御设施。1961年被列入第一批全国重点文物保护单位。
- 郑王陵博物馆：位于郑韩故城东城区西南角即市区文化路南端，总规划面积270亩，内有有春秋墓葬3000余座，大中型车马坑18座，其中6米以上的大型墓近180座，长宽均超过20米的特大型墓4座。
- 新郑博物馆：位于新郑市区黄帝故里西侧300米处，占地8091平方米，建筑面积2138平方米，总投资250万元，是河南省县级规模最大、馆藏文物最多的博物馆。主楼一层为“古都风采”郑韩文物展。主要展品为近年来郑韩故里出土的手工业遗址出土的陶范、铁范，青铜礼乐器，韩国宫殿门枢、陶瓦等建筑材料及战国兵器等。主楼二层为“溱洧之光”新郑历史文物展。主要展品有：全国最长的50万年前的纳玛象牙化石，8000年前裴李岗文化时期的石磨盘、石磨棒，双耳园底红陶壶，单孔玉铲，商代的素面铜爵，西周时期的青铜器、玉器、瓷器及铜镜，春秋时期的24件编钟、九鼎九鬲礼器以及汉、唐、宋、明、清时期的文物精品。
- 欧阳修墓：位于新郑市区西13公里辛店镇欧阳寺村。为北宋文豪欧阳修及其后人的墓园。欧阳修陵园占地约万余平方米，主要由中殿、大殿、东西配殿及墓冢组成。欧阳修墓冢高约5米，周长15米，并排右侧有薛夫人墓。陵园坐北朝南，建筑为仿木结构仿宋风格。门楣上方的“欧阳文忠公祠”横匾，为欧阳修的后裔、著名书法家欧阳中石题写。陵园曾在“大跃进”和“文化大革命”中遭到严重破坏，松柏被伐，碑碣流失，垣墙倒塌。1994年进行修葺。2000年被河南省文物局公布为河南省文物保护单位，2006年被列入第六批全国重点文物保护单位。
- 始祖山景区：始祖山古称具茨山，位于新郑市区西南15公里处的辛店镇境内，面积约12平方公里，海拔793米，面积49平方公里。2000年7月，河南省人民政府公布山顶的轩辕庙等景点为河南省文物保护单位。
- 裴李岗遗址：位于新郑市新村镇裴李岗村西地，属于新石器时代早期文化遗存，距今约8000年左右。1986年11月公布为河南省文物保护单位，2001年6月公布为第五批全国重点文物保护单位。

## 交通
新郑是河南省省会郑州市的南大门，位居中原城市群的腹地，交通便利。中原地区最大的机场——郑州新郑国际机场即位于新郑市。
新郑是河南省较早通铁路的地区，京广铁路从境内经过，设有谢庄站、薛店站、新郑站等铁路车站，目前均为货运车站，不办理客运。高速铁路方面，京广高速铁路纵贯市境，郑机城际铁路连接郑州市区与新郑机场，在境内设有孟庄站和新郑机场站。
新郑拥有发达的高速公路网络， 京港澳高速纵贯境内， 郑栾高速从市域西部经过， 商登高速横贯市境。此外， 107国道、 343国道、 102省道、 103省道、 225省道、 227省道、 317省道等国道及省道亦在新郑市境内通过。
国家南水北调中线工程穿境而过40公里。

## 名人

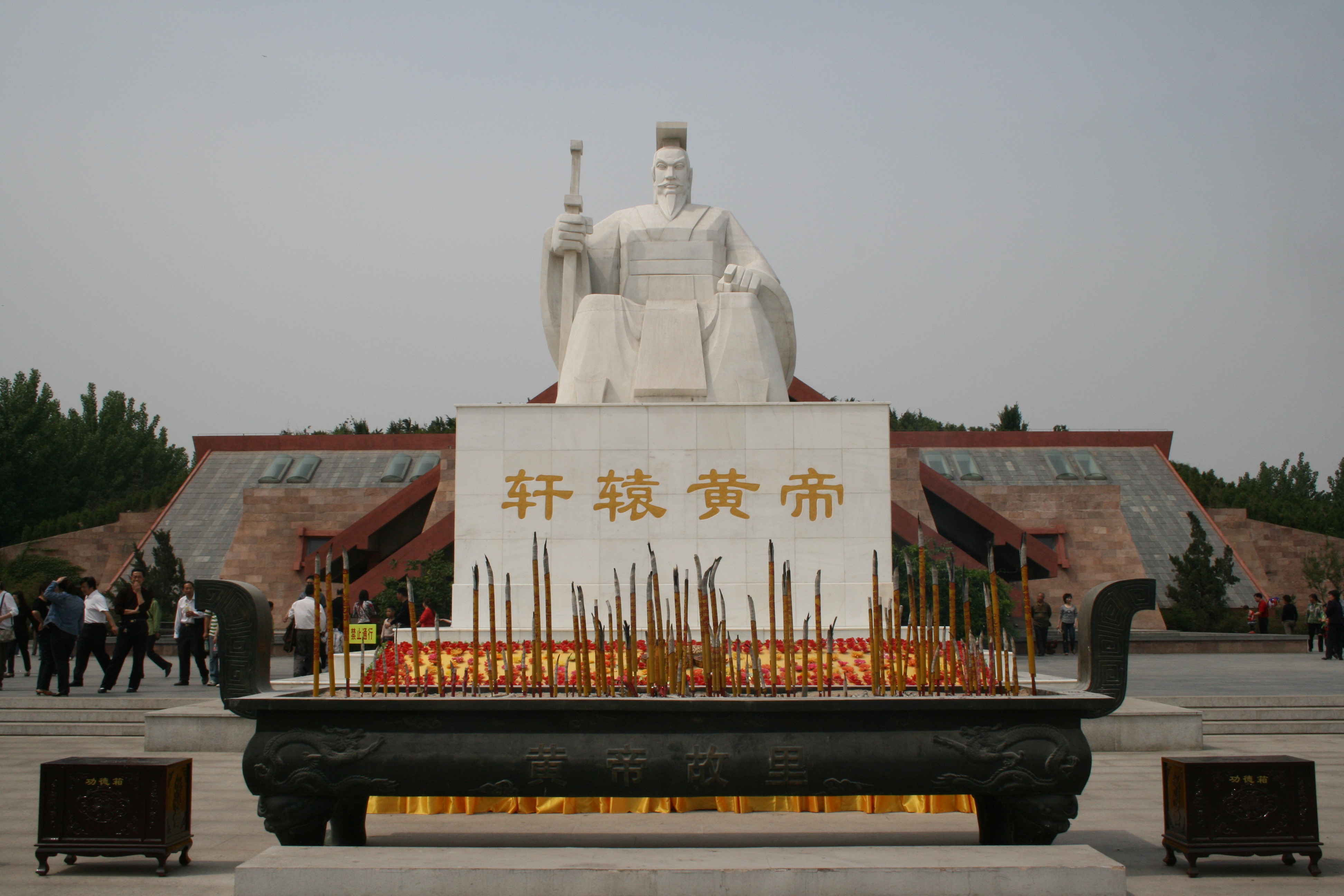
黄帝座像

## 参看
- 黄帝故里拜祖大典